# Narcissa Whitman
Narcissa Prentiss Whitman (14 de março de 1808 – 29 de novembro de 1847) foi uma missionária norte-americana no Oregon Country, na região que se tornaria depois o estado de Washington. Com Eliza Hart Spalding (mulher de Henry Spalding), foi a primeira mulher euro-americana a cruzar as Montanhas Rochosas em 1836, na viagem para fundar a  Missão Whitman, uma missão protestante, com o marido, Dr. Marcus Whitman perto do que é hoje Walla Walla.